# تل حجر فوقاني
تل حجر فوقاني  قرية سوريّة تتبع إداريّاً لمحافظة حلب منطقة عين العرب ناحية مركز عين العرب، بلغ تعداد سكانها 724 نسمة حسب التعداد السكاني لعام 2004.